# Rosa Dupuis
Rosa Dupuis (Poissy, Illa de França, 1786 - Nemours, Illa de França, 1878) fou una actriu francesa.
Començà la seva carrera treballant per les províncies, i es presenta per primer cop a la Comédie-Française el 1808. La seva bellesa, la gràcia, la veu timbrada i la puresa de dicció la posaren ben aviat a una gran altura.
Fou una dama jove excel·lent, alterna més tard amb la Mars, i, finalment, desenvolupà amb gran èxit les característiques.
Era mare del també actor Adolph Dupuis (1821-1891).